# Винекон (Висконсин)
Винекон (енгл. Winneconne) град је у америчкој савезној држави Висконсин.

## Демографија
По попису из 2010. године број становника је 2.383, што је 18 (-0,7%) становника мање него 2000. године.
| Група             | 2000.         | 2010.         |
| Белци             | 2.364 (98,5%) | 2.311 (97,0%) |
| Афроамериканци    | 0 (0,0%)      | 5 (0,2%)      |
| Азијати           | 3 (0,1%)      | 6 (0,3%)      |
| Хиспаноамериканци | 15 (0,6%)     | 32 (1,3%)     |
| Укупно            | 2.401         | 2.383         |